# 小行星7846
小行星7846（英語：7846 Setvak）是一颗围绕太阳公转的小行星。1996年1月16日，米洛什·季希在克列特发现了此天体。
这颗小行星的绝对星等为224.03840等。